# Кони Бритон
Констанс Елејн Бритон (енгл. Constance Elaine Britton; Бостон, 6. март 1967) америчка је глумица.

## Биографија
Рођена је 6. марта 1967. године у Бостону. Ћерка је Линде Џејн и Едгара Алена Вомака Млађег. Детињство је провела у Роквилу. Има сестру близнакињу, Синтију.
Са седам година се преселила с породицом у Линчбург, где је и завршила основно и средње образовање. Дипломирала је азијске студије са концентрацијом кинеског језика на Колеџу Дартмут и студирала на Педагошком универзитету у Пекингу. Након завршетка студија преселила се у Њујорк.
Године 1989. почела је да живи са својим дечком, инвестиционим банкаром Џоном Бритоном. Венчали су се 5. октобра 1991. године, а развели 1995. Упркос разводу, задржала је његово презиме. У новембру 2011. усвојила је дете из Етиопије.

## Филмографија

### Филм
| Улоге Кони Бритон |                                 |               |                      |          |
| Година            | Српски назив                    | Изворни назив | Улога                | Напомена |
| 1995.             | Браћа Макмален                  |               | Моли Макмален        |          |
| 2010.             | Страва у Улици брестова         |               | др Гвендолин Холбрук |          |
| 2012.             | Тражење пријатеља за смак света |               | Дајана               |          |
| 2013.             | Секс по списку                  |               | Џин Кларк            |          |
| 2015.             | Ја, Ерл и девојка на самрти     |               | Марла Гејнс          |          |
| 2019.             | Оне су бомбе                    |               | Бет Ејлс             |          |
| 2020.             | Жена која обећава               |               | Елизабет Вокер       |          |
| 2020.             | Добри Џо Бел                    |               | Лола Бел             |          |
| 2022.             | Најсрећнија девојка на свету    |               | Дина Фанели          |          |

### Телевизија
| Улоге Кони Бритон |                                                   |               |                |             |
| Година            | Српски назив                                      | Изворни назив | Улога          | Напомена    |
| 1995—1996.        | Елен                                              |               | Хедер Кларк    | 3 епизоде   |
| 1996—2000.        | Сви градоначелникови људи                         |               | Ники Фејбер    | 100 епизода |
| 2001.             | Западно крило                                     |               | Кони Тејт      | 4 епизоде   |
| 2006.             | 24                                                | 24            | Дајана Хаксли  | 6 епизода   |
| 2011.             | Америчка хорор прича: Кућа убиства                |               | Вивијен Хармон | 12 епизода  |
| 2012—2018.        | Нешвил                                            |               | Рајна Џејмс    | 97 епизода  |
| 2014.             | Породични човек                                   |               | себе (глас)    | 1 епизода   |
| 2016.             | Народ против О. Џ. Симпсона: Америчка крими прича |               | Феј Резник     | 2 епизоде   |
| 2017.             | Амерички тата                                     |               | себе (глас)    | 1 епизода   |
| 2018, 2020.       | 911                                               | 9-1-1         | Аби Кларк      | 1 епизода   |
| 2018.             | Америчка хорор прича: Апокалипса                  |               | Вивијен Хармон | 1 епизода   |
| 2021.             | Бели лотос                                        |               | Никол Мосбахер | 6 епизода   |